# Takaaki Yoshimoto
Takaaki Yoshimoto (吉本 隆明, Yoshimoto Taka'aki), né le 25 novembre 1924 à Tokyo (Japon) et mort le 16 mars 2012 dans la même ville, est un poète, critique littéraire et penseur japonais. Il a eu une influence importante sur la vie intellectuelle japonaise pendant plus d'un demi-siècle. Il est souvent appelé « Ryūmei » prononciation alternative de son prénom. Sa fille aînée est la dessinatrice de manga Haruno Yoiko, et sa fille cadette est l’écrivaine Banana Yoshimoto.

## Biographie

### Jeunesse et études
Takaaki Yoshimoto est né en 1924 à Tsuki-shima, Tokyo dans une famille originaire des îles Amakusa, dans la préfecture de Kumamoto et qui dirigeait un petit chantier naval à Tokyo. Il a trois frères et deux sœurs. Il commence des études supérieures en 1942 à l’École technique supérieure de Yonezawa (aujourd'hui l’Université de Yamagata, la faculté de technologie). Ces études sont interrompues par la guerre. Il passe la guerre au sein de mouvements des jeunes militaristes et entre à l’Université de technologie de Tokyo en 1945. Il est diplômé du département d'électrochimie de l'Université de technologie de Tokyo en septembre 1947.

### Après la Seconde Guerre mondiale
En 1949, en finissant ses études, il effectue deux ou trois petits boulots en usines et passe un examen de l'Université de technologie de Tokyo pour y être chercheur. En 1951, après cet emploi, il obtient un poste à la Toyo Ink Corporation, une des plus grandes entreprises industrielles japonaises de l'époque. Dans son temps libre, il s'adonne à la poésie et à des essais, notamment sur le marxisme, qu'il publie dans des revues.
En février 1954, il reçoit un prix Arechi, attribué aux nouveaux poètes,, et commence à participer à cette revue Arechi présidée par Nobuo Ayukawa et Ryūichi Tamura.
En 1956, il écrit en collaboration avec Akio Takei, le premier président de la Zengakuren (ou Fédération japonaise des associations d'autogestion étudiantes) « la responsabilité des hommes de lettre durant la guerre ». Il est également amené à quitter la Toyo Ink Corporation en raison de son action syndicale. Après ce retrait professionnel, Yoshimoto décide de travailler tous les deux jours dans une entreprise spécialisée sur les des brevets, jusqu’en 1970 où il a décidé de vivre de sa plume et de se consacrer entièrement à l'écriture.
En 1958, il publie un article sur la reconversion idéologique des communistes japonais d’avant-guerre. Au cours de 1956 à 1960, il déploie de vives controverses avec des penseurs marxistes japonais,. Ses critiques, y compris envers lui-même et notamment sur son attirance, pendant la guerre, pour le militarisme et le nationalisme, lui confèrent une notoriété certaine et lui permettent d'exercer une influence non négligeable sur la vie intellectuelle japonaise.

### La figure de père de la Nouvelle gauche japonaise
À partir des années 1960, Takaaki Yoshimoto soutient des groupes d'extrême gauche, an particulier l'organisation étudiante Zengakuren. Un des thèmes de contestation est notamment le Traité de coopération mutuelle et de sécurité entre les États-Unis et le Japon. 
Il cherche à développer une manière de penser indépendante des influences occidentales. Il participe à cet effet la création de la revue Shiko (Essai).
En 1965, il publie par exemple dans cette revue « Qu'est-ce que la beauté pour le langage ? » où il commence par donner une définition du langage et finit par faire une esquisse de l'histoire de la littérature japonaise et une revue des genres littéraires, construisant les bases d'une critique littéraire japonaise .
Il procède à d'autres publications, comme poète ou comme essayiste : tel Le Recueil poétique de Takaaki Yoshimoto en 1963, mais aussi, notamment L’Illusion commune en 1968. Il vise, dans cet essai, à structurer la pensée contestataire étudiante dans ce contexte de la fin des années 1960, avec l'intensification de la guerre du Vietnam, et, en interne au Japon, la préparation du dixième anniversaire du Traité de coopération mutuelle et de sécurité entre les États-Unis et le Japon, ainsi que la question de la reconduction de ce traité. L’introduction à la théorie du phénomène psychique est également publié en 1971. Il traite, dans d'autres essais, des auteurs occidentaux tels que Georges Bataille, Maurice Blanchot, Michel Leiris, Henry Mille, Carl-Gustav Jung ou encore Gaston Bachelard, et dialogue avec Michel Foucault ou Jean Baudrillard,.
Mais les mouvements d'étudiants japonais se fracturent. Un petit nombre de ces étudiants se rallient à des groupes extrémistes, avec des événements tels que le détournement d'un avion de Japan Airlines par une Armée rouge japonaise, l'invasion du quartier général des Forces de Défense japonaise par Yukio Mishima et son suicide par hara-kiri en 1970, ainsi que des combats entre ces factions terroristes et les forces de l'ordre, des enlèvements, des assassinats, etc. C'est une impasse politique pour la Nouvelle gauche japonaise.

### Fin duXXesiècleet premières années duXXIesiècle
Dans les 1980, face à l'essor de la société de consommation, il publie un nouvel essai, la «Théorie de masse-image » sur la télévision, les manga, les films d’animation, les musiciens tels que Kiyoshirō Imawano,  Ryūichi Sakamoto, etc.. Ses anciens ouvrages les plus représentatifs sont publiés sous un format de poche par Kadokawashoten. Il devient l'ami de l'essayiste Shigesato Itoi, célèbre aussi comme auteur de slogans publicitaires.
Il s'intéresse à la secte Aum (Shinrikyô) et à l'attaque au gaz sarin dans le métro de Tokyo en 1995, qui lui semblent les signes d'une nouvelle rupture au sein de la société japonaise. 
En août 1996, il manque de se noyer alors qu'il nage en mer au large des terres de la Préfecture de Shizuoka. Il est hospitalisé en urgence et doit bénéficier de soins intensifs.Il en sort fragilisé. 
Il publie un livre intitulé Théorie de Super-guerre en 2002, concernant les attentats du 11 septembre 2001. Il y écrit : « La bataille entre les États-Unis et le fondamentalisme islamique est celle entre la superstition moderniste et la superstition primitive».
En mars 2012, il décède d'une pneumonie à Tokyo.

## Principales publications

### 1950-60
- Résistance artistique et l’échec (Miraisha, 1959)
- Logique de lyrisme (Miraisha, 1959)
- Fin de la fiction (1962)
- Recueil poétique de Takaaki Yoshimoto(Shichosha, 1963)
- Réplique et le miroir (Shunjusha, 1964)
- Quelle est la beauté pour la langue (Keisoshobo,1965)
- Quelle est la beauté pour la langue, Volume 2 (Keisoshobo, 1965)
- Kotaro Takamura (Shunjusha., 1966)
- L’Illusion commune, (Kawadeshobo-Shinsha,1968)
- Parole aux circonstances (Tokumashoten,1968)

### 1970
- Base idéologique de l'indépendance (Tokumashoten,1970)
- Situations (Kawadeshobo-Shinsha, 1970)
- L'Introduction à la théorie du phénomène psychique (Hokuyosha, 1971)
- Minamoto no Sanetomo (Chikumashobo,1971)
- Structure de la défaite, Recueil de conférences de Takaaki Yoshimoto (Yudachisha,1973)
- Parole aux circonstances. Recueil de conférences de Takaaki Yoshimoto (Tokumashoten, 1973)
- Le ciel et la terre poétiques  (Kokubunsha, 1975)
- Anatomie des livres (Chuokoronsha, 1975)
- Libération de l'envoûtement (Kobushishobo,1976)
- Vers la rive du savoir (Yudachisha,1976)
- Structure du défaite, Recueil de conférences de Takaaki Yoshimoto (Yudachisha, 1976)
- Sur les anciens waka japonais  (Kawadeshobo Shinsha 1977)
- Décodage de la tragédie (Chikumashobo, 1979)

### 1980
- Méthode de la connaissance du monde (Chuokoronsha,1980)
- Shinran de la fin (Shunjusha, 1981)
- Sur Nobuo Ayukawa (Shichosha, 1982)
- Sujet comme vide (édition Fukutake, 1982)
- Contestation contre l'anti-nucléaire  (shinyasoshosha, 1982)
- Théorie de masse-image (Fukutakeshoten,1984)
- Topologique de la mort (Ushioshuppansha,1985)
- Aux non-définitions entassées (Daiwashobo, septembre 1985)
- Thèmes à la manière de Soseki  (Shunjusha, décembre 1986)
- Théorie de high-image 1 et 2 (FukutakePublishing,1989 - 90)
- Toutes théories chrétiennes de Takkaki Yoshimoto  (Shunjusha, décembre 1988)
- Recueil des théories du régime impérial et de religion de Takaaki Yoshimoto (Shunjusha,　janvier 1989)
- Kenji Miyazawa (Chikumashobo, janvier 1989)
- La ville comme image (Yudachisha, septembre 1989)

### 1990
- Sur Saigyo (Kodansha, février 1990)
- Shinran à venir (Shunjusha, octobre 1990)
- Recueil des études sur Kunio Yanagita (JICC Press, novembre 1990)
- Toshio Shima (Chikumashobo,mai 1990)
- Les limites de la société a commencé à apparaître (Cosmobooks, avril 1992)
- La nouvelle anatomie des livres (Metalog, septembre 1992)
- Théorie de high-image 3 (édition Fukutake, mars 1994)
- Au point critique de la connaissance du monde   (Shinyasochosha, septembre 1993)
- Aux circonstances (Takarajimasha, novembre 1994)
- Les écrivains chers  (Cosmobooks, décembre 1994)
- La méthode de relire Marx  (Shinyasochosha, février 1995)
- Super-capitalisme (Tokumashoten, 1995)
- Théorie du matriarcat (Gakken, 1995)
- Aux plaines fertiles, Recueil des critiques des livres (japonais) et (étrangers)(Chukobunko,1996)
- Les images originales du Grand tremblement de terre de Hanshin-Awaji et de Aum Shinrikyō (Tokumashoten, juin 1997)
- Le testament  (Bureau Haruki Kadokawa, janvier 1998)
- Sur la sphère africaine, l'expansion de la conception de l'histoire (Shikosha, 1998)
- Profil de mon père (Chikumashobo, septembre 1998)
- Michel Foucault et l'Illusion commune (Kobosha, avril 1999)

### 2000
- Sur le bonheur  (Seichunshuppannsya, mars 2001)
- Quel est le cœur?  (Yudachisha, juin 2001)
- Le salut des méchants, Only is not lonely (Asahishuppannsha, juin 2001)
- Shinran vivant (Kodansha, septembre 2001)
- Expédition alimentaire  (Kobosha, novembre 2001)
- Soupçonnez les médias, la méthode de trouver la vérité de l'immense information  (Seishun shuppansya, avril 2002)
- Vieillesse à ma manière  (NHK, juin 2002)
- Lire Soseki Natsume (Chikumashobo, novembre 2002)
- Théorie de Super-guerre (Ascom, novembre 2002)
- La guerre et la paix (Bungeisha, août 2004)
- Sur-amour (Yamatoshobo, septembre 2004)
- L'avenir de la famille  (Kobunsha, mars 2006)
- Qu'est-ce que c'est la poésie, les mots à geler le monde (Shichosha, mars 2006)
- La façon de surmonter la vieillesse (Asahishimbunsha, mai 2006)
- Weil revivante (Yôsensha, septembre 2006)
- Quelle est la pensée? (Shunjusha, octobre 2006)
- Anthologie de la pensée (Chikumashobo, janvier 2007)
- Le vrai et le faux (Kodansha international, février 2007)
- L'avenir de la langue japonaise (Kobunsha, janvier 2008)
- La pauvreté et la pensée (Seidosha, 2008)